# Carl Wehner
Carl Wehner   (Würzburg, 27 de febrer de 1838 - Nova York, 27 de març de 1912) va ser un flautista i compositor alemany.
Tant el seu avi com el seu pare havien estat flautistes. El pare de Wehner va morir quan Carl era jove, i va anar a Würzburg, Alemanya, per estudiar amb Caspar Röder. Carl Wehner es va convertir llavors en estudiant de flauta del famós Theobald Böhm (1794-1881). Wehner es va dirigir a Rússia, on, després de dificultats, finalment va ser nomenat flauta solista amb el Wehner per a flauta solista per al Teatre Imperial Mariinksy de Sant Petersburg, al costat del flautista italià Cesare Ciardi (1818-1877), a Sant Petersburg de cap a 1867-1884 62. Wehner va passar 17 anys a Rússia, després dels quals va acceptar una posició de flauta solista al Teatre König de Hannover cap al 1875. Va ser allà, a Alemanya, quan Theodor Thomas va reclutar Wehner per a la seva orquestra als Estats Units.
Wehner va ser llavors flauta principal amb la Simfònica de Nova York sota la direcció de Leopold Damrosch des del 1877 fins al 1885. En la temporada 1885-1886, Wehner va ser flauta solista de lOrquestra de l'Opera Metropolitana. La temporada següent, Wehner es va unir a la Filharmònica de Nova York com a flauta solista 1886-1891 sota la direcció de Theodore Thomas. La temporada següent, 1891-1892, Otto Oesterle va exercir de flauta solista de la Filharmònica. La temporada següent, Wehner va tornar a ser director de la 'New York Philharmonic, que va servir des de 1892-1900.
Un historiador el fabricant de flautes William Hayes, Susan Berdahl va escriure: "... Mentre Carl Wehner, primer flautista de la Metropolitan Opera Company Orchestra, estava de gira a Boston, va tenir l'ocasió d'utilitzar una de les primeres flautes de William Haynes fetes mentre era encara amb "JC Haynes and Co." el 1898. A Wehner li va agradar tant la flauta que la va comprar per cent dòlars i, posteriorment, va ser responsable de la venda de sis flautes Haynes més als seus amics i col·legues... ", cosa que va ajudar a establir la reputació de la flauta de Haynes. Tanmateix, sembla que a Wehner no li agradaven les flautes metàl·liques. Leonardo De Lorenzo, alumne de Carl Wehner, va afirmar: "... Lamento dir que l'odi de Carl Wehner cap a la flauta metàl·lica era excessiu i exagerat. Malgrat les seves dificultats econòmiques dels darrers anys, mai no escoltaria ni ensenyaria a ningú amb una flauta metàl·lica!". Georges Barrère guanyava estudiants de flauta nova a costa de Wehner. Els flautistes preferien cada cop més el so francès més lleuger que es feia amb una flauta metàl·lica. Carl Wehner va morir a la ciutat de Nova York el 1912.
A més de DE Lorenzo va tenir entre els seus molts alumnes a Nicola Laucella.